# Naomi Pikientio
Naomi Pikientio (Paramaribo, 4 november 1994) is een Surinaams zangeres. Ze won verschillende talentenjachten en zong in muziekformaties als Ed & Friends en Las DiVas. Daarnaast zingt ze solo en in duo's.

## Biografie
Naomi Pikientio werd in 1994 in Paramaribo geboren uit ouders die afkomstig zijn uit Boven-Suriname. Ze groeide op in de omgeving van Rijsdijk in Para. Op haar achtste kwam ze erachter dat ze kon zingen, en haar talent viel op terwijl ze een liedje zong tijdens een toneelstuk in de kerk. Het duurde echter nog tot haar zestiende voordat ze serieuze stappen in de muziek zette. Ook andere familieleden zijn muzikaal. Haar moeder zingt veel, haar tante Makelia is in het binnenland bekend als seketi-zangeres en haar opa aan vaderszijde speelde toetsen en gitaar.
Als tiener bezocht ze geregeld de karaokebar van Henry Ceder. Van hem kreeg ze hulp om haar carrière in de muziek op te bouwen en zij noemt hem wel haar muzikale vader. Samen brachten ze in 2013 de cover I'm your angel van Céline Dion en R. Kelly uit. Ze deed mee aan verschillende talentenjachten, zoals in 2008 aan de Youth Voice waar ze de derde plaats behaalde. In 2011 won ze zowel tijdens Amaranta's Karaoke King or Queen als het Scholierensongfestival. Tijdens de muzikale inhuldiging van Bryan B, na zijn winst van The Winner is... van SBS6, was zij een van de artiesten die optrad op het Onafhankelijkheidsplein in Paramaribo. Ondertussen begon ze ook met optredens, zoals voor Ed & Friends en in gelegenheidsformaties.
Na de oprichting van Las DiVas in mei 2014, voegde zij zich in december van dat jaar bij de groep als vijfde zangeres. De groep werd in 2016 uitgeroepen tot Beste allround band tijdens de Summer Awards en bleef tot circa 2017 bij elkaar.
In 2015 nam ze zich voor om zich meer te gaan concentreren op individuele optredens, waarbij ze varieert tussen verschillende muziekstijlen. In december van dat jaar kwam zij voor het eerst met een kerstsingle, getiteld Kresneti gi wi ala, en in het nummer Hou me vast uit juni 2017 is rap te horen door Baas D. In september 2020 kwam Pikientio met een reggaenummer uit, getiteld Yu lobi na wan lei.